# Трифторид-бромид кремния
Трифторид-бромид кремния — неорганическое соединение,
фтор- и бромпроизводное моносилана с формулой SiBrF3,
бесцветный газ,
реагирует с водой.

## Получение
- Нагревание смеси гексафторосиликата натрия и бромида алюминия до 300°С, образующиеся газы собирают в последовательно соединённые ловушки с температурой 0, -78 и -196°С. Полученные смеси галогенидов разделяют фракционной перегонкой.
- Реакция тетрабромида кремния и трифторида сурьмы:

{\displaystyle {\mathsf {3SiBr_{4}+SbF_{3}\ {\xrightarrow {}}\ 3SiBr_{3}F+SbBr_{3}}}}
{\displaystyle {\mathsf {3SiBr_{4}+2SbF_{3}\ {\xrightarrow {}}\ 3SiBr_{2}F_{2}+2SbBr_{3}}}}
{\displaystyle {\mathsf {SiBr_{4}+SbF_{3}\ {\xrightarrow {}}\ SiBrF_{3}+SbBr_{3}}}}
{\displaystyle {\mathsf {3SiBr_{4}+4SbF_{3}\ {\xrightarrow {}}\ 3SiF_{4}+4SbBr_{3}}}}
продукты реакции разделяют фракционной перегонкой.

## Физические свойства
Трифторид-бромид кремния образует бесцветный газ,
реагирует с водой.